# 1260년

## 연호
- 남송(南宋) 경정(景定) 원년
- 몽골 중통(中統) 원년
- 일본(日本) 쇼겐(正元) 2년 / 분오(文応) 원년
- 쩐 왕조(陳朝) 티에우롱(紹隆) 3년

## 기년
- 남송(南宋) 이종(理宗) 36년
- 고려(高麗) 원종(元宗) 원년
- 몽골 쿠빌라이 칸 원년
- 쩐 왕조(陳朝) 성종(聖宗) 3년

## 사건
- 9월 3일 - 아인잘루트 전투에서 맘루크 왕조군이 몽골 제국군을 격파
- 이인로의 《파한집》 간행
- 쿠빌라이 칸 즉위